# Гуарнери, Аристиде
Аристиде Гуарнери (итал. Aristide Guarneri; род. 7 марта 1938, Кремона) — итальянский футболист, выступавший на позиции защитника. По завершении игровой карьеры — футбольный тренер.
В качестве игрока прежде всего известен выступлениями за клуб «Интернационале», а также национальную сборную Италии.
Трёхкратный чемпион Италии, двукратный обладатель Кубка европейских чемпионов, двукратный обладатель Межконтинентального кубка. В составе сборной — чемпион Европы.

## Игровая карьера

### Клубная карьера
Во взрослом футболе дебютировал в 1956 году, выступая за команду «Кодоньо», через год перешёл в «Комо», где провёл один сезон, приняв участие в 32 матчах чемпионата.
Своей игрой за эту команду привлёк внимание представителей тренерского штаба клуба «Интернационале», к которому присоединился в 1958 году. Сыграл за «нераззурри» следующие девять сезонов своей игровой карьеры. Большинство времени, проведённого в составе «Интера», был основным игроком защиты команды. За это время трижды завоевывал титул чемпиона Италии, становился обладателем Кубка европейских чемпионов (дважды), обладателем Межконтинентального кубка (также дважды).
Впоследствии с 1967 по 1969 год играл в составе команд «Болонья» и «Наполи», а в сезоне 1969/70 на непродолжительное время вернулся в «Интернационале».
Завершил профессиональную игровую карьеру в клубе из родного города «Кремонезе», за который выступал в течение 1970—1973 годов.

### Выступления за сборную
12 мая 1963 года дебютировал в официальных матчах в составе сборной Италии против тогдашнего чемпиона мира, Бразилии, его команда выиграла со счётом 3:0. В течение карьеры в национальной команде, которая длилась 5 лет, провёл в форме главной команды страны 21 матч, забив 1 гол (в 1966 году в матче против СССР в ворота Льва Яшина). В составе сборной был участником чемпионата мира 1966 года в Англии, а также домашнего чемпионата Европы 1968 года, на котором итальянцы стали континентальными чемпионами.

## Стиль игры
В начале своей карьеры Гуарнери был центральным защитником, но в основном использовался в качестве либеро. Он ни разу в карьере не заработал удаление, по этой причине он был прозван «стоппер-джентльмен».

## Карьера тренера
Начал тренерскую карьеру сразу же по завершении карьеры игрока, в 1973 году, войдя в тренерский штаб клуба «Кремонезе» в качестве тренера одной из молодёжных команд.
Впоследствии работал ассистентом тренера «Сант’Анджело», а через три года вернулся в клуб, став главным тренером. В 1986 году он тренировал «Фьоренцуолу». Последним местом тренерской работы Гуанери стал «Интер», где он занимал должность помощника тренера в сезоне 1991/92.